# Ma'ale Adoemim
Ma'ale Adoemim (Hebreeuws: מַעֲלֵה אֲדֻמִּים, Arabisch: معاليه أدوميم; betekenis: rode heuvels) is een Israëlische nederzetting op de Westelijke Jordaanoever. De Verenigde Naties bestempelen Israëlische nederzettingen als illegaal; Israël bestrijdt deze opvatting. De nederzetting is gesticht in 1979 ten oosten van Oost-Jeruzalem. Israël gaf deze nederzetting in 1991 stadsrechten. Burgemeester is Benny Kasriel. In 2015 telde Ma'ale Adoemim 37.670 inwoners.

## Etymologie
Adoemim is afgeleid van het Hebreeuwse woord "adom" en betekent letterlijk rood en verwijst naar de rode kleur van het heuvellandschap gelegen op de route van de Jordaanvallei naar Jeruzalem

## Status
De VN-Veiligheidsraad verklaarde in maart 1979 in Resolutie 446 Veiligheidsraad Verenigde Naties de bouw van nederzettingen in bezet gebied illegaal. Deze nederzetting ligt in het C-gebied volgens de Oslo Akkoorden en was in 2007 voor 0,5 procent gebouwd op geconfisqueerd Palestijns land.
De Israëlische regering bestrijdt dat de bouw illegaal zou zijn en stelt dat Ma'ale Adoemim voor het overgrote deel gebouwd zou zijn op eigendom van de staat of op land dat niet op iemands naam zou staan geregistreerd, en dat er geen privé-eigendom in beslag zou zijn genomen voor de bouw. In 1975 was volgens B'Tselem 3000 hectare Palestijns grondgebied geconfisqueerd.

## Geschiedenis
Bij de Zesdaagse Oorlog werd de Westelijke Jordaanoever door Israël veroverd op Jordanië. In 1979 werd begonnen met de bouw van Ma'le Adoemim, hetgeen leidde tot conflicten met de aangrenzende Palestijnse gemeenschappen Al-Eizariya, Abu Dis, and Anata. Ma'ale Adoemim werd verbonden met Jeruzalem en Tel Aviv via een 'bypassroad', die voor Palestijnen niet toegankelijk is. De Israëlische Westoeverbarrière ligt hier 13 kilometer ten oosten van de Groene lijn, de oude wapenstilstandsgrens tussen Israël en Jordanië. Het verloop van de nieuwe grenzen, conform het Israëlische E1-Plan, is een belangrijke hindernis voor de territoriale continuïteit van een Palestijnse staat.